# Порхово (Ленінградська область)
Порхово (рос. Порхово) — присілок у Кінгісеппському районі Ленінградської області Російської Федерації.
Населення становить 73 особи. Належить до муніципального утворення Кінгісеппське міське поселення.

## Історія
Згідно із законом від 28 жовтня 2004 року № 81-оз належить до муніципального утворення Кінгісеппське міське поселення.

## Населення
| 1838 | 1857 | 1862 | 1882 | 1899 | 1928 | 1997 |
| ---- | ---- | ---- | ---- | ---- | ---- | ---- |
| 89   | ↘40  | ↗95  | ↘61  | ↗69  | ↗100 | ↘18  |
| 2007 | 2010 | 2014 | 2015 | 2016 | 2017 |      |
| ↗22  | ↘6   | ↘1   | →1   | ↗6   | ↗73  |      |